# Comuni del Messico
| Stato                    | Nº di comuni |
| ------------------------ | ------------ |
| Aguascalientes           | 11           |
| Bassa California         | 5            |
| Bassa California del Sud | 5            |
| Campeche                 | 11           |
| Chiapas                  | 118          |
| Chihuahua                | 67           |
| Coahuila                 | 38           |
| Colima                   | 10           |
| Durango                  | 39           |
| Guanajuato               | 46           |
| Guerrero                 | 76           |
| Hidalgo                  | 84           |
| Jalisco                  | 126          |
| Messico                  | 125          |
| Michoacán                | 113          |
| Morelos                  | 33           |
| Nayarit                  | 20           |
| Nuevo León               | 51           |
| Oaxaca                   | 570          |
| Puebla                   | 217          |
| Querétaro                | 18           |
| Quintana Roo             | 11           |
| San Luis Potosí          | 58           |
| Sinaloa                  | 18           |
| Sonora                   | 72           |
| Tabasco                  | 17           |
| Tamaulipas               | 43           |
| Tlaxcala                 | 60           |
| Veracruz                 | 210          |
| Yucatán                  | 106          |
| Zacatecas                | 58           |

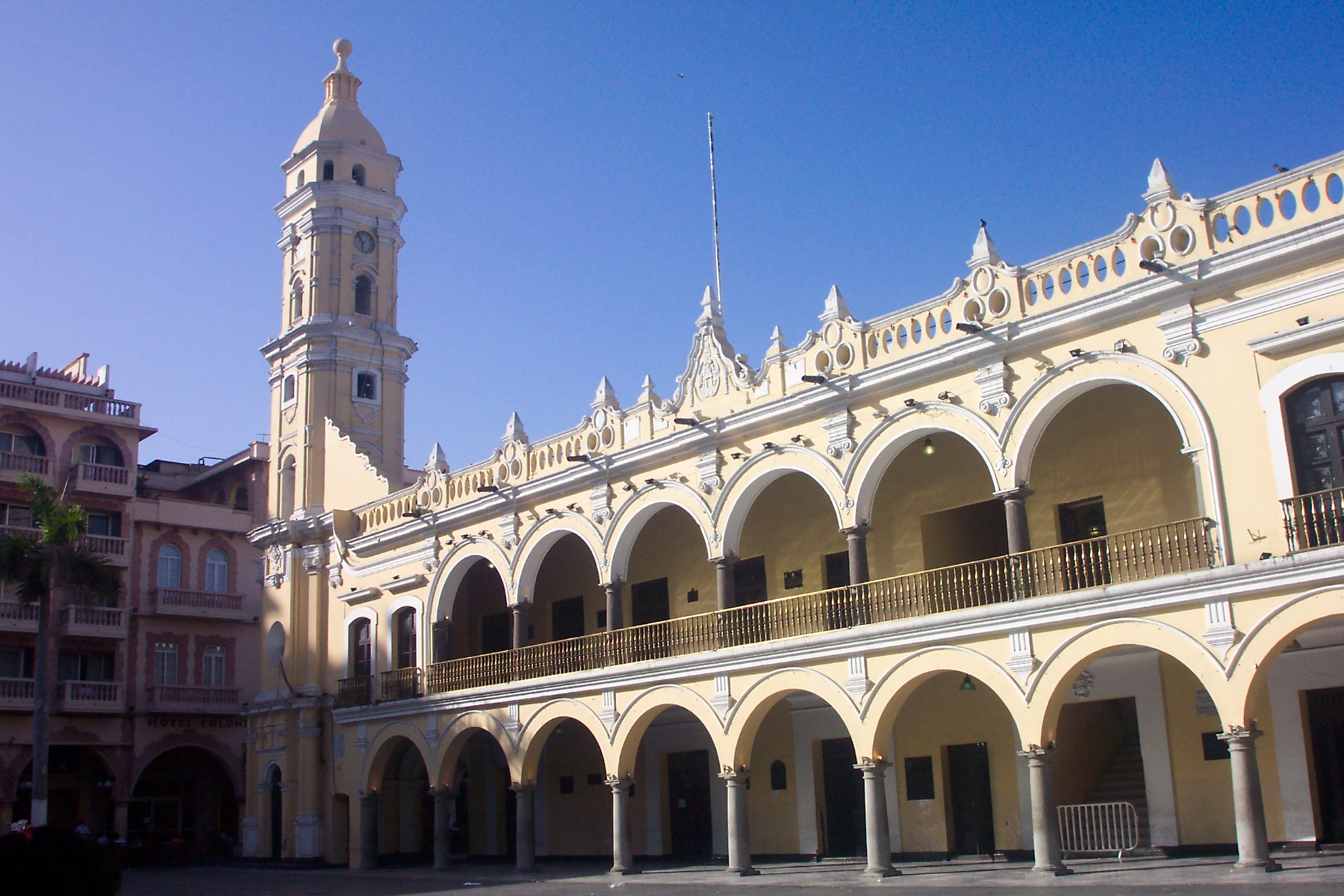
Palazzo comunale di Veracruz

I comuni del Messico (municipios in spagnolo) sono il secondo livello amministrativo del paese, dopo lo stato federato. Ci sono 2 438 comuni nel paese, la cui organizzazione e responsabilità sono delineate nel 115º articolo della Costituzione messicana, poi espanse nelle costituzioni degli stati a cui appartengono.

## Struttura
Tutti gli stati messicani sono suddivisi in comuni. Ogni comune è amministrativamente autonomo; i cittadini eleggono un presidente comunale che è a capo del consiglio comunale, responsabile dell'approvvigionamento dei pubblici servizi.
Questo concetto, che ha avuto origine in seguito alla Rivoluzione messicana è conosciuto come municipio libre ("Comune libero"). Il presidente comunale è a capo della giunta comunale; è eletto a suffragio e non può essere rieletto per il successivo mandato. Il consiglio comunale è composto da un cabildo (presidente) e un síndico (sindaco) e diversi regidor (fiduciari).
Se il comune ricopre una vasta area e al suo interno ci sono più di una città o paese (chiamate localidades), una città o paese è scelta come cabecera municipal (capoluogo) mentre le restanti eleggono rappresentanti alla presidencia auxiliar o junta auxiliar (giunta ausiliaria).
Gli stati della parte Nord-Ovest e quelli della parte sud-est sono suddivisi in pochi ma grandi comuni (per esempio Bassa California è suddivisa in 5 comuni che includono numerose localidades e città). Per contro gli stati del Centro e della parte sud-ovest, sono suddivisi in molti comuni (ad esempio Oaxaca è divisa in ben 570 comuni) ognuno dei quali corrisponde ad una singola conurbazione.

## Compiti assegnati ai comuni
I comuni sono responsabili dei servizi pubblici (come acqua e fognature), illuminazione stradale, sicurezza pubblica, traffico, supervisione dei macelli e della pulizia e mantenimento dei parchi pubblici, giardini e cimiteri. Inoltre si affiancano allo stato e al governo federale nell'educazione, vigili del fuoco, ospedali, protezione ambientale e mantenimento dei monumenti storici. Dal 1983 possono imporre tasse ed imposte per il proprio sostentamento in aggiunta a quelli che sono i normali fondi ottenuti dallo stato e dal governo federale.

## Storia
Sin dalla conquista e colonizzazione del Messico, i comuni sono diventati l'entità giuridica base dell'organizzazione amministrativa della Nuova Spagna e dell'Impero Spagnolo.
Stabili in posizioni strategiche ricevettero lo status di città (superiore per rango a quello di Vila o pueblo) e furono autorizzate a creare un consiglio o una giunta comunale. Dopo l'indipendenza, la Costituzione del Messico del 1824 non diede alcuna specifica in merito alla regolamentazione dei comuni le strutture e la responsabilità dei quali veniva descritto dalla costituzione del proprio stato federale d'appartenenza. Come tali, ogni stato li regolamentò in base alle proprie  esigenze attribuendo solitamente i comuni in base alla popolazione. La Costituzione del 1917 abolì la jefatura política (autorità politica), l'autorità amministrativa intermediata tra gli stati e convertì tutti gli esistenti comuni in municipios libres (comuni liberi), ai quali furono dati piena autonomia nell'amministrazione degli affari locali, mentre allo stesso tempo furono ristrette altre competenze. Tuttavia, nel 1983 il 115º articolo della Costituzione fu modificato concendendo all'autorità dei comuni la possibilità di creare profitti attraverso l'imposizione di tasse locali e di altri servizi e di formulare un proprio bilancio.

## Classifiche

### Per popolazione
Dati Conteo 2005 di INEGI.
| Posizione | Stato            | Comune                   | Popolazione |
| --------- | ---------------- | ------------------------ | ----------- |
| 1         | Messico          | Ecatepec de Morelos      | 1 688 258   |
| 2         | Jalisco          | Guadalajara              | 1 600 940   |
| 3         | Puebla           | Puebla                   | 1 485 941   |
| 4         | Bassa California | Tijuana                  | 1 470 900   |
| 5         | Chihuahua        | Ciudad Juárez            | 1 313 338   |
| 6         | Guanajuato       | León                     | 1 278 087   |
| 7         | Jalisco          | Zapopan                  | 1 155 790   |
| 8         | Messico          | Nezahualcóyotl           | 1 140 528   |
| 9         | Nuevo León       | Monterrey                | 1 133 814   |
| ...       | ...              | ...                      | ...         |
| 2 438     | Oaxaca           | Santa Magdalena Jicotlán | 102         |

### Per superficie
Dati da Los Municipios con Mayor y Menor Extensión Territorial dell'Instituto Nacional Para el Federalismo y el Desarrollo Municipal.
| Posizione | Stato                    | Comune                   | Area (km²) |
| --------- | ------------------------ | ------------------------ | ---------- |
| 1         | Bassa California         | Ensenada                 | 51 952,26  |
| 2         | Bassa California del Sud | Mulegé                   | 33 092,20  |
| 3         | Coahuila                 | Ocampo                   | 26 433,60  |
| 4         | Bassa California del Sud | La Paz                   | 20 275,00  |
| 5         | Quintana Roo             | Othón P. Blanco          | 17 189,75  |
| 6         | Chihuahua                | Ahumada                  | 17 131,48  |
| 7         | Bassa California del Sud | Comondú                  | 16 858,30  |
| 8         | Chihuahua                | Camargo                  | 16 066,01  |
| ...       | ...                      | ...                      | ...        |
| 2 438     | Tlaxcala                 | San Lorenzo Axocomanitla | 4,34       |

## Distretto di Città del Messico
Caso particolare è quello di Città del Messico che, pur essendo un comune, ha tutte le caratteristiche politiche amministrative di un'entità federale a sé stante, non facendo parte di nessuno Stato federale.